# Чемпіонат Європи з футзалу 2016
Чемпіонат Європи з футзалу 2016, також відомий як Євро-2016 з футзалу, був 10-м чемпіонатом УЄФА з футзалу, міжнародним чемпіонатом з футзалу, організованим кожні два роки УЄФА для чоловічих національних збірних Європи. Він вперше відбувся в Сербії відповідно до рішення Виконавчого комітету УЄФА від 20 березня 2012 року. Сербія була обрана перед іншими заявками Болгарії та Македонії.

## Кваліфікація
Загалом у змаганнях взяли участь 46 країн УЄФА (включаючи Шотландію, яка взяла участь у змаганнях уперше), і Сербію, яка приймає турнір, автоматично пройшла кваліфікацію, а інші 45 команд змагалися у відбіркових змаганнях, щоб визначити решту учасників у фінальному турнірі. Відбіркові змагання, які проходили з січня по вересень 2015 року, складалися з трьох раундів:
- Попередній раунд: 24 команди з найнижчими рейтингами були розбиті на шість груп по чотири команди. Кожна група грала за одним коловим циклом на одному із попередньо обраних господарів. До основного раунду вийшли шість переможців груп і найкраща команда, яке посіла друге місце.
- Основний раунд: 28 команд (21 команда з найвищим рейтингом і сім учасників попереднього раунду) були розбиті на сім груп по чотири команди. Кожна група грала за одиничним коловим циклом на одному із попередньо обраних господарів. Сім переможців груп кваліфікувалися безпосередньо до фінального турніру, а сім команд, які посіли другі місця, і найкраща команда, яка посіла третє місце, вийшли до плей-офф.
- Плей-оф: вісім команд були розбиті на пари та зіграли матчі вдома та на виїзді, щоб визначити чотири останні кваліфіковані команди.

### Команди, що кваліфікувалися
| Команда     | Кваліфікація      | Місце | Остання участь | Найкращий результат                            |
| ----------- | ----------------- | ----- | -------------- | ---------------------------------------------- |
| Сербія      | Господарі         | 5те   | 2012           | Чвертьфінал (2010, 2012)                       |
| Росія       | Переможці групи 1 | 10те  | 2014           | Переможці (1999)                               |
| Іспанія     | Переможці групи 2 | 10те  | 2014           | Переможці (1996, 2001, 2005, 2007, 2010, 2012) |
| Італія      | Переможці групи 3 | 10те  | 2014           | Переможці (2003, 2014)                         |
| Україна     | Переможці групи 4 | 9те   | 2014           | Віцечемпіони (2001, 2003)                      |
| Словенія    | Переможці групи 5 | 5те   | 2014           | Чвертьфінал (2014)                             |
| Хорватія    | Переможці групи 6 | 5те   | 2014           | Четверте місце (2012)                          |
| Португалія  | Переможці групи 7 | 8е    | 2014           | Віцечемпіони (2010)                            |
| Угорщина    | Переможці Плей-оф | 3тє   | 2010           | Груповий етап (2005, 2010)                     |
| Казахстан   | Переможці Плей-оф | 1е    | —              | Дебют                                          |
| Чехія       | Переможці Плей-оф | 8е    | 2014           | Півфінал (2003), Третє місце (2010)            |
| Азербайджан | Переможці Плей-оф | 4те   | 2014           | Четверте місце (2010)                          |

### Результат жеребкування
Фінальне жеребкування відбулося 2 жовтня 2015 року, 12:00 за центральноєвропейським часом у міській ратуші в Белграді, Сербія, де колишній сербський футболіст Деян Станкович був представлений гостем турніру та провів жеребкування. 12 команд були розбиті на чотири групи по три команди. Команди були посіяні відповідно до їх рейтингу коефіцієнтів, причому господарі Сербія (призначена на позицію А1 у жеребкуванні) та володар титулу Італія автоматично потрапили в кошик 1.
Кожна група містила одну команду з Корзини 1, одну команду з Корзини 2 та одну команду з Корзини 3. З політичних причин Росія та Україна не могли бути жеребковані в одній групі або в групах, які мали грати в один день (через потенційне зіткнення команд і зіткнення вболівальників).
| Команда            | Коеф  | Місце |
| ------------------ | ----- | ----- |
| Сербія (господарі) | 4.528 | 8     |
| Італія (переможці) | 8.278 | 2     |
| Іспанія            | 8.410 | 1     |
| Росія              | 8.167 | 3     |

| Команда    | Коеф  | Місце |
| ---------- | ----- | ----- |
| Португалія | 7.000 | 4     |
| Україна    | 5.889 | 5     |
| Хорватія   | 4.667 | 6     |
| Чехія      | 4.528 | 7     |

| Команда     | Коеф  | Місце |
| ----------- | ----- | ----- |
| Словенія    | 4.167 | 10    |
| Азербайджан | 3.722 | 11    |
| Угорщина    | 2.667 | 12    |
| Казахстан   | 1.667 | 19    |

## Стадіони
Усі матчі проходили на Белградській Арені. Під час чемпіонату арена була перейменована з «Комбанк Арени» на «Белградську Арену» зі спонсорських причин. Спочатку на арені пропонували проводити матчі групового етапу.
| Белград           |
| ----------------- |
| Белградська Арена |
| Вміщує: 11,161    |
|                   |

## Склади
Кожна збірна має заявити 14 гравців, двоє з яких мають бути воротарями. Якщо гравець травмований або захворів настільки серйозно, що не може брати участь у турнірі до першого матчу його команди, він може бути замінений іншим гравцем.

## Груповий етап
Розклад турніру було затверджено 28 жовтня 2015 року.
До чвертьфіналу вийшли переможці груп і посіли другі місця.

Тай-брейки
Команди були розподілені відповідно до очок (3 очки за перемогу, 1 очко за нічию, 0 очок за поразку). Якщо дві або більше команд мали однакову кількість очок після завершення групових матчів, для визначення рейтингу застосовувалися наступні критерії розв’язки у наведеному порядку:
1. Більша кількість очок, отриманих у групових матчах, зіграних між відповідними командами;
2. Більша різниця голів за результатами групових матчів, зіграних між відповідними командами;
3. Більша кількість голів, забитих у групових матчах, зіграних між відповідними командами;
4. Якщо після застосування критеріїв 1-3 команди все ще мали рівний рейтинг, критерії 1-3 повторно застосовувалися виключно до групових матчів між відповідними командами, щоб визначити їхній остаточний рейтинг. Якщо ця процедура не привела до рішення, застосовувалися критерії 5-9;
5. Більша різниця м'ячів у всіх групових матчах;
6. Більша кількість забитих голів у всіх групових матчах;
7. Якщо тільки дві команди мали однакову кількість очок, і вони були рівними відповідно до критеріїв 1-6 після зустрічі в останньому раунді групового етапу, їх рейтинг визначався у серії пенальті (не використовується, якщо більше ніж дві команди мають однакову кількість очок, або якщо їхні рейтинги не мають значення для кваліфікації до наступного етапу).
8. Нижча сума дисциплінарних балів на основі лише жовтих і червоних карток, отриманих у групових матчах (червона картка = 3 очки, жовта картка = 1 очко, вилучення за дві жовті картки в одному матчі = 3 очки);
9. Жеребкування.

Весь час був місцевим, CET (UTC+1).

### Група А
| Поз | Команда    | І | В | Н | П | ГЗ | ГП | РГ | О | Кваліфікація |
| --- | ---------- | - | - | - | - | -- | -- | -- | - | ------------ |
| 1   | Сербія (H) | 2 | 2 | 0 | 0 | 8  | 2  | +6 | 6 | Плей-оф      |
| 2   | Португалія | 2 | 1 | 0 | 1 | 7  | 5  | +2 | 3 | Плей-оф      |
| 3   | Словенія   | 2 | 0 | 0 | 2 | 3  | 11 | −8 | 0 |              |

| 2 лютого 2016 18:30 |

| Сербія                                                | 5–1      | Словенія    |
| ----------------------------------------------------- | -------- | ----------- |
| Яніч 14' (пен.) Коцич 21', 30' Райчевич 27' Пршич 34' | Протокол | Осредкар 3' |

| Белградська Арена, Белград Глядачів: 11,161 Арбітр: Ондржей Черний (Чехія), Алессандро Мальфер (Італія) |

| 4 лютого 2016 18:30 |

| Словенія            | 2–6      | Португалія                                                    |
| ------------------- | -------- | ------------------------------------------------------------- |
| Чуєц 3' Врховец 20' | Протокол | Фабіо Сесіліо 5', 40' Рікардінью 16', 24', 33' Педро Кері 31' |

| Белградська Арена, Белград Глядачів: 2,270 Арбітр: Іван Шабанов (Росія), Саша Томич (Хорватія) |

| 6 лютого 2016 21:00 |

| Португалія     | 1–3      | Сербія                          |
| -------------- | -------- | ------------------------------- |
| Рікардінью 15' | Протокол | Коцич 8' Райчевич 37' Сімич 40' |

| Белградська Арена, Белград Глядачів: 11,161 Арбітр: Фернандо Гутьєррес Лумбрерас (Іспанія), Паскаль Лемаль (Бельгія) |

### Група B
| Поз | Команда  | І | В | Н | П | ГЗ | ГП | РГ | О | Кваліфікація |
| --- | -------- | - | - | - | - | -- | -- | -- | - | ------------ |
| 1   | Іспанія  | 2 | 2 | 0 | 0 | 9  | 3  | +6 | 6 | Плей-оф      |
| 2   | Україна  | 2 | 1 | 0 | 1 | 7  | 7  | 0  | 3 | Плей-оф      |
| 3   | Угорщина | 2 | 0 | 0 | 2 | 5  | 11 | −6 | 0 |              |

| 2 лютого 2016 21:00 |

| Іспанія                                               | 5–2 | Угорщина      |
| ----------------------------------------------------- | --- | ------------- |
| Немет 8' (аг) Гарсія 15' Саяго 20', 29' Андресіто 36' |     | Дрот 24', 38' |

| Белградська Арена, Белград Глядачів: 5,100 Арбітр: Саша Томич (Хорватія), Богдан Сореску (Румунія) |

| 4 лютого 2016 21:00 |

| Угорщина                   | 3–6 | Україна                                                                   |
| -------------------------- | --- | ------------------------------------------------------------------------- |
| Дрот 8', 34' Тренченьї 30' |     | Д.Сорокін 2' Бондар 7', 35' Овсянніков 25' Микола Грицина 30' Валенко 36' |

| Белградська Арена, Белград Глядачів: 2,445 Арбітр: Джеральд Бауернфінд (Австрія), Едуардо Фернандес Коельо (Португалія) |

| 6 лютого 2016 18:30 |

| Україна            | 1–4 | Іспанія                               |
| ------------------ | --- | ------------------------------------- |
| Микола Грицина 38' |     | Алекс Єпес 20', 34' Рівіллос 30', 40' |

| Белградська Арена, Белград Глядачів: 9,850 Арбітр: Алессандро Мальфер (Італія), Каміль Четін (Туреччина) |

### Група C
| Поз | Команда   | І | В | Н | П | ГЗ | ГП | РГ | О | Кваліфікація |
| --- | --------- | - | - | - | - | -- | -- | -- | - | ------------ |
| 1   | Росія     | 2 | 1 | 1 | 0 | 4  | 3  | +1 | 4 | Плей-оф      |
| 2   | Казахстан | 2 | 1 | 0 | 1 | 5  | 4  | +1 | 3 | Плей-оф      |
| 3   | Хорватія  | 2 | 0 | 1 | 1 | 4  | 6  | −2 | 1 |              |

| 3 лютого 2016 18:30 |

| Росія           | 2–1 | Казахстан      |
| --------------- | --- | -------------- |
| Ромуло 12', 12' |     | Жаманкулов 13' |

| Белградська Арена, Белград Глядачів: 2,115 Арбітр: Едуардо Фернандес Коельо (Португалія), Фернандо Гутьєррес Лумбрерас (Іспанія) |

| 5 лютого 2016 18:30 |

| Казахстан                                   | 4–2 | Хорватія               |
| ------------------------------------------- | --- | ---------------------- |
| Дуглас 6' Сулейманов 7' Жаманкулов 17', 27' |     | Матошевич 7' Сутон 33' |

| Белградська Арена, Белград Глядачів: 1,555 Арбітр: Олег Іванов (Україна), Габор Ковач (Угорщина) |

| 7 лютого 2016 18:30 |

| Хорватія                   | 2–2 | Росія                      |
| -------------------------- | --- | -------------------------- |
| Робіньйо 9' (аг) Новак 25' |     | Абрамов 12' Переверзєв 39' |

| Белградська Арена, Белград Глядачів: 1,550 Арбітр: Седрік Пелісьє (Франція), Адмір Захович (Словенія) |

### Група D
| Поз | Команда     | І | В | Н | П | ГЗ | ГП | РГ  | О | Кваліфікація |
| --- | ----------- | - | - | - | - | -- | -- | --- | - | ------------ |
| 1   | Італія      | 2 | 2 | 0 | 0 | 10 | 0  | +10 | 6 | Плей-оф      |
| 2   | Азербайджан | 2 | 1 | 0 | 1 | 6  | 8  | −2  | 3 | Плей-оф      |
| 3   | Чехія       | 2 | 0 | 0 | 2 | 5  | 13 | −8  | 0 |              |

| 3 лютого 2016 21:00 |

| Італія                            | 3–0      | Азербайджан |
| --------------------------------- | -------- | ----------- |
| Алекс Мерлім 20', 21' Гіассон 29' | Протокол |             |

| Белградська Арена, Белград Глядачів: 2,200 Арбітр: Марк Біркетт (Англія), Олег Іванов (Україна) |

| 5 лютого 2016 21:00 |

| Азербайджан                                                               | 6–5      | Чехія                                                 |
| ------------------------------------------------------------------------- | -------- | ----------------------------------------------------- |
| Ферзалієв 6' Борисов 7' де Араухо 12' Едуардо 20' Аугусто 27' Рафаель 40' | Протокол | Заруба 10' Голи 12' Решетар 16' Новотни 24' Ковач 31' |

| Белградська Арена, Белград Глядачів: 1,756 Арбітр: Адмір Захович (Словенія), Джеральд Бауернфайнд (Австрія) |

| 7 лютого 2016 21:00 |

| Чехія | 0–7      | Італія                                                                            |
| ----- | -------- | --------------------------------------------------------------------------------- |
|       | Протокол | Фортіно 1', 22' Ліма 11' Алекс Мерлім 21' Коуделка 22' (аг) Оноріо 24' Патіас 33' |

| Белградська Арена, Белград Глядачів: 1,020 Арбітр: Тімо Онатсу (Фінляндія), Іван Шабанов (Росія) |

## Плей-оф
Якщо матч закінчувався внічию після 40 хвилин основної гри, буде зіграно додатковий час, що складається з двох п’ятихвилинних періодів. Якщо після додаткового часу команди все ще рівні, то для визначення переможця буде використана серія пенальті. У матчі за третє місце додатковий час буде пропущено, і рішення буде прийнято відразу ударами з пенальті.

### Жеребкування
|  | Чвертьфінали       | Чвертьфінали        |                     |   | Півфінали | Півфінали |  |  | Фінал | Фінал |
|  |                    |                     |                     |   |           |           |  |  |       |       |
|  | 8 лютого – Белград |                     |                     |   |           |           |  |  |       |       |
|  |                    |                     |                     |   |           |           |  |  |       |       |
|  | Сербія             | 2                   |                     |   |           |           |  |  |       |       |
|  | Сербія             | 2                   | 11 лютого – Белград |   |           |           |  |  |       |       |
|  | Україна            | 1                   |                     |   |           |           |  |  |       |       |
|  | Україна            | 1                   | Сербія              | 2 |           |           |  |  |       |       |
|  | 9 лютого – Белград |                     | Сербія              | 2 |           |           |  |  |       |       |
|  |                    | Росія дч            | 3                   |   |           |           |  |  |       |       |
|  | Росія              | Росія дч            | 3                   | 6 |           |           |  |  |       |       |
|  | Росія              |                     | 13 лютого – Белград | 6 |           |           |  |  |       |       |
|  | Азербайджан        | 2                   |                     |   |           |           |  |  |       |       |
|  | Азербайджан        | 2                   | Росія               | 3 |           |           |  |  |       |       |
|  | 8 лютого – Белград |                     | Росія               | 3 |           |           |  |  |       |       |
|  |                    | Іспанія             | 7                   |   |           |           |  |  |       |       |
|  | Іспанія            | Іспанія             | 7                   | 6 |           |           |  |  |       |       |
|  | Іспанія            | 11 лютого – Белград |                     | 6 |           |           |  |  |       |       |
|  | Португалія         | 2                   |                     |   |           |           |  |  |       |       |
|  | Португалія         | 2                   | Іспанія             | 5 |           |           |  |  |       |       |
|  | 9 лютого – Белград |                     | Іспанія             | 5 |           |           |  |  |       |       |
|  |                    | Казахстан           | 3                   |   | Фінал     | Фінал     |  |  |       |       |
|  | Італія             | Казахстан           | 3                   | 2 | Фінал     | Фінал     |  |  |       |       |
|  | Італія             |                     | 13 лютого – Белград | 2 |           |           |  |  |       |       |
|  | Казахстан          | 5                   |                     |   |           |           |  |  |       |       |
|  | Казахстан          | 5                   | Сербія              | 2 |           |           |  |  |       |       |
|  |                    |                     |                     |   |           |           |  |  |       |       |
|  | Казахстан          | 5                   |                     |   |           |           |  |  |       |       |
|  | Казахстан          | 5                   |                     |   |           |           |  |  |       |       |

### Чвертьфінал
| 8 лютого 2016 18:30 |

| Сербія             | 2–1      | Україна            |
| ------------------ | -------- | ------------------ |
| Коцич 2' Сімич 40' | Протокол | Микола Грицина 24' |

| Белградська Арена, Белград Глядачів: 11,161 Арбітр: Богдан Сореску (Румунія), Марк Біркетт (Англія) |

| 8 лютого 2016 21:00 |

| Португалія          | 2–6      | Іспанія                                                                 |
| ------------------- | -------- | ----------------------------------------------------------------------- |
| Рікардінью 23', 26' | Протокол | Саяго 13' (пен.) Рівіллос 15', 40' Алекс Єпес 18', 35' Рауль Кампос 23' |

| Белградська Арена, Белград Глядачів: 8,850 Арбітр: Габор Ковач (Угорщина), Ондржей Черний (Чехія) |

| 9 лютого 2016 18:30 |

| Росія                                              | 6–2      | Азербайджан     |
| -------------------------------------------------- | -------- | --------------- |
| Абрамов 7', 26' Ромуло 15' Едер Ліма 25', 39', 40' | Протокол | Аугусто 8', 29' |

| Белградська Арена, Белград Глядачів: 2,205 Арбітр: Паскаль Лемаль (Бельгія), Тімо Онатсу (Фінляндія) |

| 9 лютого 2016 21:00 |

| Казахстан                                               | 5–2      | Італія                 |
| ------------------------------------------------------- | -------- | ---------------------- |
| Лео 16', 40' Жаманкулов 19' Єсенаманов 23' Нургожин 37' | Протокол | Фортіно 23' Каналь 37' |

| Белградська Арена, Белград Глядачів: 1,740 Арбітр: Каміль Четін (Туреччина), Седрік Пелісьє (Франція) |

### Півфінал
| 11 лютого 2016 18:30 |

| Сербія              | 2–3      | Росія                                |
| ------------------- | -------- | ------------------------------------ |
| Коцич 26' Сімич 36' | Протокол | Едер Ліма 13' Абрамов 33' Ромуло 44' |

| Белградська Арена, Белград Глядачів: 11,161 Арбітр: Марк Біркетт (Англія), Ондржей Черний (Чехія) |

| 11 лютого 2016 21:00 |

| Іспанія                                                  | 5–3      | Казахстан                        |
| -------------------------------------------------------- | -------- | -------------------------------- |
| Гарсіа 8' Саяго 17' Рауль Кампос 18', 39' Алекс Єпес 27' | Протокол | Довган 4' Лео 36' Жаманкулов 38' |

| Белградська Арена, Белград Глядачів: 7,150 Арбітр: Саша Томич (Хорватія), Едуардо Фернандес Коельо (Португалія) |

### Матч за 3-тє місце
| 13 лютого 2016 18:30 |

| Сербія                 | 2–5      | Казахстан                                     |
| ---------------------- | -------- | --------------------------------------------- |
| Ракіч 38' Райчевич 40' | Протокол | Дуглас 20', 30', 34' Жаманкулов 21' Ігіта 32' |

| Белградська Арена, Белград Глядачів: 11,161 Арбітр: Паскаль Лемаль (Бельгія), Каміль Четін (Туреччина) |

### Фінал
| 13 лютого 2016 21:00 |

| Росія                                 | 3–7      | Іспанія                                                |
| ------------------------------------- | -------- | ------------------------------------------------------ |
| Ромуло 20' Робіньйо 32' Мілованов 40' | Протокол | Єпес 9' Пола 16', 17' Рівіллос 17', 36' Саяго 31', 35' |

| Белградська Арена, Белград Глядачів: 8,350 Арбітр: Алессандро Мальфер (Італія), Богдан Сореску (Румунія) |

## Підсумкова таблиця
| Місце | Команда     |
| ----- | ----------- |
|       | Іспанія     |
|       | Росія       |
|       | Казахстан   |
| 4     | Сербія      |
| 5     | Італія      |
| 6     | Україна     |
| 7     | Португалія  |
| 8     | Азербайджан |
| 9     | Хорватія    |
| 10    | Угорщина    |
| 11    | Чехія       |
| 12    | Словенія    |